# Warren Haynes
Warren Haynes (* 6. April 1960 in Asheville, North Carolina) ist ein US-amerikanischer Rock- und Blues-Gitarrist, Sänger und Songwriter und war langjähriges Mitglied der Allman Brothers Band.

## Karriere

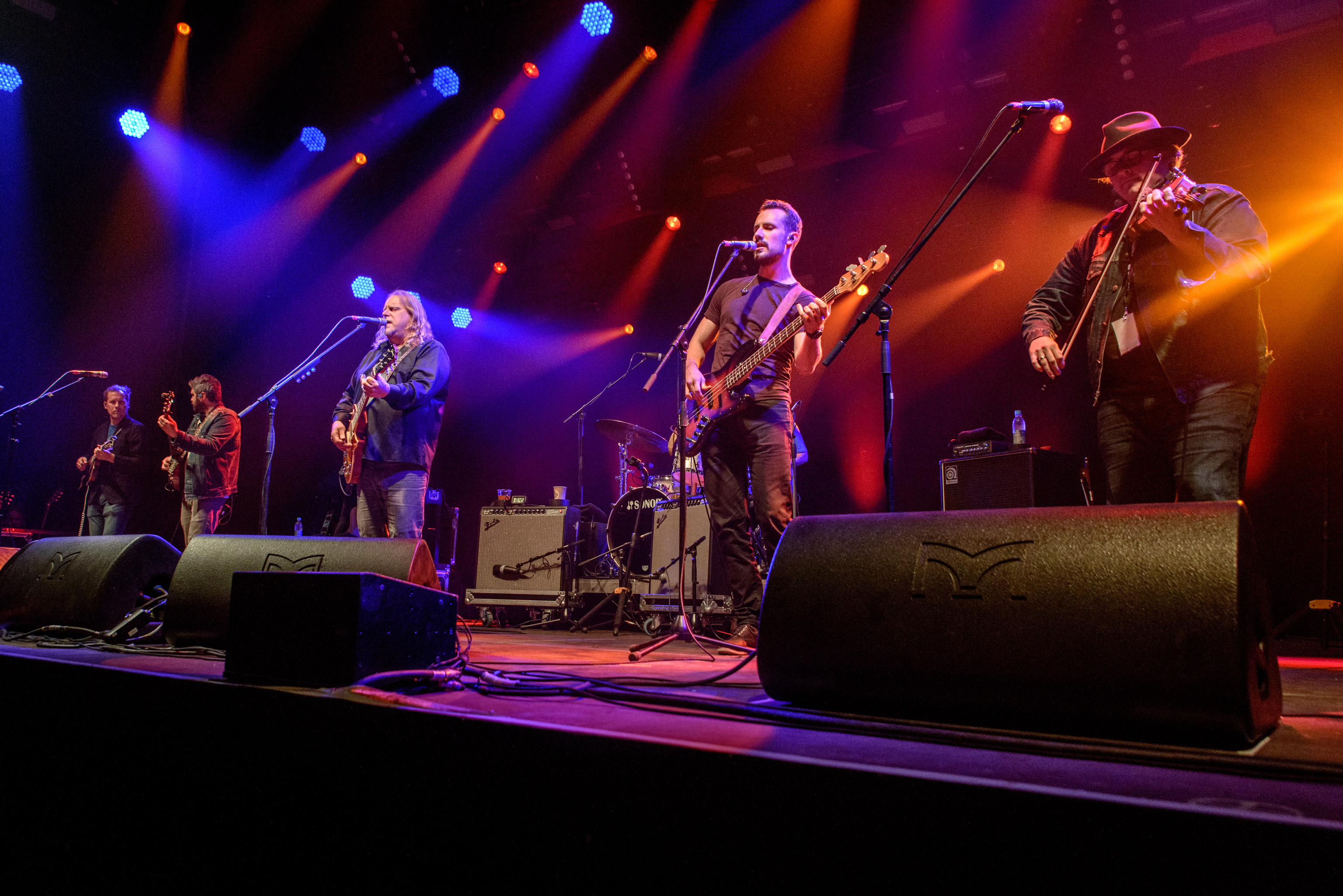
Warren Haynes 2016 in Deutschland

Um 1987 begann seine Zusammenarbeit mit Dickey Betts, die im Jahr 1988 zu der Veröffentlichung des Albums Pattern Disruptive führte. Bei der Reunion der Allman Brothers 1989 nahm Betts ihn als zweiten Gitarristen mit. Es kam hier zu den ersten Aufnahmen mit den Allman Brothers, wie z. B. dem Album Where It All Begins. 1994 gründete Warren Haynes mit dem damaligen Allman-Brothers-Band-Bassisten Allen Woody und dem Dickey-Betts-Band-Drummer Matt Abts die Bluesrockband Gov’t Mule. Haynes ist Gründer der Plattenfirma Evil Teen Records. David Fricke vom „Rolling Stone Magazine“ wählte Warren Haynes auf Platz 23 der 100 größten Gitarristen aller Zeiten.
Seit 1997 hat Haynes an verschiedenen Bandprojekten ehemaliger Grateful-Dead-Musiker, wie z. B. Phil Lesh & Friends, teilgenommen. Er singt und spielt außerdem auch seit 2004 Gitarre in der Nachfolgegruppe The Dead. Im Rahmen dieser Tätigkeit kam es auch zu einer Show für den damaligen US-Präsidentschaftskandidaten Barack Obama. Nach der Wahl traten The Dead bei einem der offiziellen Amtseinführungsbälle auf.
Parallel zu seinem 2015 veröffentlichten Album Ashes & Dust hat Haynes, begleitet von der Ashes & Dust Band, eine Welttour begonnen. Die Ashes & Dust Band besteht aus dem Bluegrass Trio Chessboxer und dem Schlagzeuger Jeff Sipe.

## Diskografie
Alben
- 1992 Tales of Ordinary Madness
- 2003 The Lone EP (live)
- 2004 Live at Bonnaroo (live)
- 2011 Man in Motion
- 2012 Live at the Moody Theater (live)
- 2015 Ashes & Dust (featuring Railroad Earth)
- 2016 Live at Emerson College, Boston November 1993
- 2024 Million Voices Whisper Preis der deutschen Schallplattenkritik Bestenliste 1/2025[7]